# Centrale éolienne de Ngong Hills
La centrale éolienne de Ngong Hills ou encoreparc éolien de Ngong Hills (anglais : Ngong Hills Wind Power Station), est une centrale éolienne terrestre du Kenya située dans la vallée du Rift à l’ouest du pays.

## Emplacement

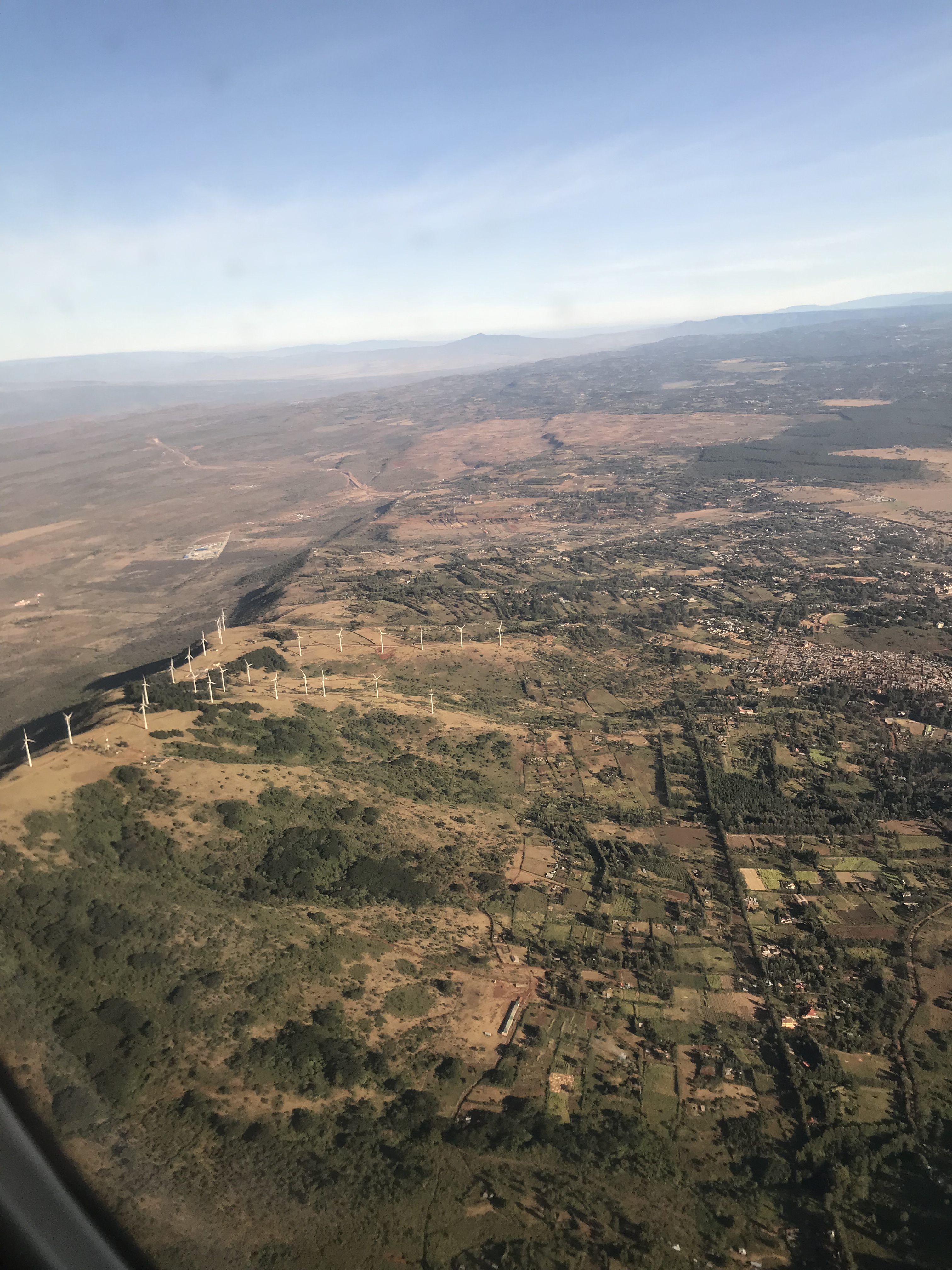
Vue sur le parc éolien de Ngong Hills.

La centrale est située dans les contreforts nord des collines près de la ville de Ngong, dans le comté de Kajiado, au sud-ouest de Nairobi, capitale et ville majeure du Kenya. Le vent est le plus fort le soir et en mars et le plus faible le matin et en juillet, contrastant avec la centrale éolienne du lac Turkana.

## Histoire
La centrale électrique de Ngong Hills a été mise en service en 1993 avec deux éoliennes offertes par le gouvernement belge. Après la mise en vétusté de ces deux générateurs, l'installation de nouveaux matériels a conduit en août 2009 à la mise en service d'une deuxième tranche d'une capacité de 5,1 MW. À partir de 2013, la Kenya Electricity Generating Company, qui exploite le parc éolien et la centrale électrique afférente ajoute de nouvelles éoliennes. Les travaux sont terminés en 2015 et la capacité de production de la centrale électrique atteint désormais 25,5 mégawatts,.
La société d'exploitation prévoit d'augmenter la production du site de 10 MW.

## Détail mise en service
Mise en service : 1993
- 1 turbine Windmaster, puissance nominale totale : 150 kW , démantelé.
- 1 turbine : Windmaster ; puissance nominale totale : 200 kW, démantelé[7].

Mise en service : 2008/2009
- 6 turbines : Vestas V52 / 850 (puissance 850 kW, diamètre 52 m), hauteur du moyeu : 49 m, puissance nominale totale : 5 100 kW, opérationnel[7].

Mise en service : 2011/2014
- 16 turbines : Gamesa G52 / 850 (puissance 850 kW, diamètre 52 m), hauteur du moyeu : 49 m, puissance nominale totale : 13 600 kW, opérationnel[7].

Mise en service : 2015
- 8 turbines : Gamesa G52 / 850 (puissance 850 kW, diamètre 52 m), hauteur du moyeu : 49 m, puissance nominale totale : 6 800 kW, opérationnel[7].